# Julius August Ludwig Wegscheider
Julius August Ludwig Wegscheider (født 27. september 1771, død 27. januar 1849) var en tysk teolog.
Wegscheider blev 1810 professor i Halle og var rationalismens mest kendte dogmatiker. Han hævdede, at intet kan være sandt, uden når det kan bestå for fornuftens domstol. Jesu opstandelse var en skindøds genoplivelse.
Wegscheiders hovedværk er Institutiones theologiæ dogmaticæ (1815). Hengstenberg og Karl von Hase angreb Wegscheider stærkt, og 1830 blev der indledet undersøgelse mod ham, men han blev siddende i sit embede.